# Vader (ban nhạc)
Vader là ban nhạc thrash/death metal thành lập tại Olsztyn, Ba Lan năm 1983.

## Tác phẩm
- The Ultimate Incantation (1992)
- De Profundis (1995)
- Black to the Blind (1997)
- Litany (2000)
- Revelations (2002)
- The Beast (2004)
- Impressions In Blood (2006)
- Necropolis (2009)
- Welcome to the Morbid Reich (2011)
- Tibi et Igni (2014)
- The Empire (2016)
- Solitude In Madness (2020)

## Thành viên
Thành viên hiện tại
- Piotr Wiwczarek - vocal, guitar
- Marek Pająk - guitar
- Tomasz Halicki - bas guitar
- James Stewart - Drums